# Mycobacterium avium paratuberculosis
Mycobacterium avium subspecies paratuberculosis (MAP) là một loại vi khuẩn gây bệnh bắt buộc trong chi Mycobacterium. Nó thường được viết tắt là M. paratuberculosis hoặc M. avium ssp. paratuberculosis. Nó là tác nhân gây bệnh của Johne, ảnh hưởng đến động vật nhai lại như gia súc, và nghi ngờ tác nhân gây bệnh trong bệnh Crohn của con người và viêm khớp dạng thấp.

## Sinh lý bệnh
MAP gây bệnh Johne (Paratuberculosis) ở gia súc và các động vật nhai lại khác. Nó từ lâu đã bị nghi ngờ là một tác nhân gây bệnh trong bệnh Crohn ở người, nhưng các nghiên cứu đã không thể hiển thị mối tương quan rõ ràng.
Các nghiên cứu gần đây đã chỉ ra rằng MAP có trong sữa có thể tồn tại trong quá trình thanh trùng, đã làm tăng mối quan tâm về sức khỏe con người do tính chất phổ biến của MAP trong đàn bò sữa hiện đại. Sự tồn tại của MAP trong quá trình thanh trùng phụ thuộc vào giá trị D 72C của các chủng hiện tại và nồng độ của chúng trong sữa.  Nó có khả năng chịu nhiệt và có khả năng tự cô lập bên trong các tế bào bạch cầu, điều này có thể góp phần vào sự tồn tại lâu trong sữa. Nó cũng đã được báo cáo có thể tồn tại sau quá trình clo hóa trong nguồn cung cấp nước đô thị.
MAP là một sinh vật phát triển chậm và khó nuôi cấy. Nuôi cây định danh vi khuẩn được coi là tiêu chuẩn vàng để phát hiện MAP. Phát hiện rất hạn chế trong các mô tươi, thực phẩm và nước. Gần đây, John Aitken và Otakaro Pathways đã phát hiện ra một phương pháp để cấy MAP từ máu người. Thử nghiệm đang diễn ra. Giáo sư John Hermon-Taylor của Kings College London đang phát triển một loại vắc-xin chống COP loại vectơ mới mà ông tuyên bố là cả thuốc chữa bệnh và phòng ngừa. Giai đoạn 1 thử nghiệm trên người bắt đầu vào tháng 1 năm 2017. Ông cũng đang phát triển một xét nghiệm máu MAP đồng hành.
Nó không dễ bị các loại thuốc chống lao (thường có thể giết chết Mycobacterium tuberculosis). MAP dễ bị kháng sinh được sử dụng để điều trị bệnh Mycobacterium avium, chẳng hạn như rifabutin và clarithromycin, tuy nhiên khả năng của các kháng sinh này để diệt trừ nhiễm MAP trong cơ thể chưa được thiết lập.

## Bệnh Crohn
MAP được công nhận là một tác nhân gây bệnh đa vi khuẩn có khả năng khởi đầu và duy trì nhiễm trùng toàn thân và viêm mãn tính trong ruột của nhiều loại mô bệnh học ở nhiều loài động vật, bao gồm cả động vật linh trưởng.
MAP đã được tìm thấy với số lượng lớn hơn trong ruột của bệnh nhân bệnh Crohn   và số lượng đáng kể bệnh nhân bị hội chứng ruột kích thích  so với những người bị viêm loét đại tràng hoặc kiểm soát sức khỏe khác. Một nghiên cứu kết luận rằng MAP "có thể hoạt động như một tác nhân gây bệnh, có vai trò trong bối cảnh nhiễm trùng thứ phát, có thể làm trầm trọng thêm bệnh, hoặc đại diện cho sự xâm nhập không gây bệnh." 

## Genome
Bộ gen của biến dạng MAP K-10 được giải trình tự vào năm 2005 và tìm thấy bao gồm một nhiễm sắc thể hoàn toàn của 4.829.781 cặp base, và ORF dự đoán 4.350 mã, 45 tRNA, và một operon rRNA.